# Eilema rufitincta
Eilema rufitincta là một loài bướm đêm thuộc phân họ Arctiinae, họ Erebidae.